# 西亞德里涅
51°49′56″N 32°26′30″E / 51.83222°N 32.44167°E
西亞德里涅（烏克蘭語：Сядрине），是烏克蘭北部的村莊，隸屬切爾尼希夫州的科留基夫卡區。該村始建於1650年，面積1.91平方公里，海拔高度146米，2001年人口835，人口密度每平方公里436.3人。